# Али Рефик
Али Рефик е български турчин, участвал в Руско-турската освободителна война от 1877 – 1878 година като член на Българското опълчение.
Али Рефик е роден през 1851 г. в карловското село Дерелий в богато турско семейство. Баща му е преуспяващ търговец, комуто освен Али в семейството растат още четири момчета. Когато става момък и пораства, е изпратен от баща си в Цариград да учи светски науки, за да му помага след време в търговията.
След навършване на пълнолетието е мобилизиран в турския аскер. Изпратен е да служи във Видинския гарнизон, където се натъква на лошо, дори насилническо отношение и издевателства от страна на офицерския състав. По тези причини Али бяга във Влашко и се включва в революционната мрежа на Васил Левски (ВРО), за да се бори за свободата на сиромасите без оглед на това дали са българи, турци, цигани или евреи.
При избухването на Сръбско-турската война от 1876 г. той постъпва като доброволец в корпуса на руския генерал Михаил Черняев и показва храброст в боевете с турците край Бабина глава и село Гредетин. След един тежък бой, в който се той проявява, старият войвода Панайот Хитов отбелязва възхищението си от неговата храброст.
Когато Русия с манифест на императора Александър II обявява война на Високата порта, всред първите записали се в Българското опълчение е Али Рефик. Назначен е на служба в трета опълченска дружина на подполковник Павел Калитин. Тук Али Рефик полага клетва, наред с другите под Самарското знаме.
В боевете при Стара Загора и на Шипка Али Рефик се проявява отново като истински герой. По този повод е награден от руското командване с орден за храброст. В боя при Кадърфаклии той отново се проява, като сваля куртката си, за да покрие тежко ранения си другар доктор Константин Везенков. След Освобождението Али Рефик е назначен за служител в Пловдивската митница. Във връзка с отпускане на поборническа пенсия свидетелски показания сочат, че поне до 1888 г. е работил като митнически стражар.
Днес единствено възпоменателната плоча в родното му село Богдан, както и кратката биография, напомнят на поколенията за него. И една малка снимка в Специалния отдел на Московската държавна библиотека в Русия.